# Pulchranthus
Pulchranthus là chi thực vật có hoa trong họ Acanthaceae.